# أحمد أباد (كراني)
أحمد أباد (بالفارسية: احمدآباد) هي قرية تقع في إيران في قسم کراني الريفي. يقدر عدد سكانها بـ 132 نسمة .